# Giro d'Itàlia de 2003
El 86è Giro d'Itàlia es disputà entre el 10 de maig i l'1 de juny del 2003, amb un recorregut de 3.472 km dividit en 21 etapes amb inici a Lecce i final a Milà.
Hi participaren 171 ciclistes repartits entre 19 equips de 9 corredors cadascun. El vencedor final fou l'italià Gilberto Simoni, amb un temps de 89 h 32′09″.

## Equips participants
| Núm.  | Codi | Equip                    |
| ----- | ---- | ------------------------ |
| 1-9   | ALS  | Alessio                  |
| 11-19 | CCC  | CCC-Polsat               |
| 21-29 | PAN  | Ceramiche Panaria-Fiordo |
| 31-39 | CLM  | Colombia-Selle Italia    |
| 41-49 | DNC  | De Nardi-Colpack         |
| 51-59 | DVE  | Domina Vacanze-Elitron   |
| 61-69 | FAS  | Fassa Bortolo            |
| 71-79 | FDJ  | Fdjeux.com               |
| 81-89 | FPF  | Formaggi Pinzolo Fiavè   |
| 91-99 | GST  | Gerolsteiner             |

| Núm.    | Codi | Equip                    |
| ------- | ---- | ------------------------ |
| 101-109 | KEL  | Kelme-Costa Blanca       |
| 111-119 | LAM  | Lampre                   |
| 121-129 | LAN  | Landbouwkrediet-Colnago  |
| 131-139 | LOT  | Lotto-Domo               |
| 141-149 | MER  | Mercatone Uno            |
| 151-159 | SAE  | Saeco Macchine per Caffè |
| 161-169 | FAK  | Team Fakta               |
| 171-179 | TEN  | Tenax                    |
| 181-189 | VIN  | Vini Caldirola-So.Di.    |

## Etapes
| Etapa | Data       | Recorregut                       | Km       | Vencedor            | Líder de la general |
| ----- | ---------- | -------------------------------- | -------- | ------------------- | ------------------- |
| 1a    | 10 de maig | Lecce-Lecce                      | 192      | Alessandro Petacchi | Alessandro Petacchi |
| 2a    | 11 de maig | Copertino-Matera                 | 174      | Fabio Baldato       | Alessandro Petacchi |
| 3a    | 12 de maig | Policoro-Terme Liugiane          | 145      | Stefano Garzelli    | Alessandro Petacchi |
| 4a    | 13 de maig | Terme Liugiane-Vibo Valentia     | 175      | Robbie McEwen       | Alessandro Petacchi |
| 5a    | 14 de maig | Messina-Catània                  | 169      | Alessandro Petacchi | Alessandro Petacchi |
| 6a    | 16 de maig | Maddaloni-Avezzano               | 218      | Alessandro Petacchi | Alessandro Petacchi |
| 7a    | 17 de maig | Avezzano-Terminillo              | 146      | Stefano Garzelli    | Stefano Garzelli    |
| 8a    | 18 de maig | Rieti-Arezzo                     | 217      | Mario Cipollini     | Stefano Garzelli    |
| 9a    | 19 de maig | Arezzo-Montecatini               | 160      | Mario Cipollini     | Stefano Garzelli    |
| 10a   | 20 de maig | Montecatini-Faenza               | 200      | Kurt Asle Arvesen   | Gilberto Simoni     |
| 11a   | 21 de maig | Faenza-San Donà di Piave         | 199      | Robbie McEwen       | Gilberto Simoni     |
| 12a   | 22 de maig | San Donà di Piave-Monte Zoncolan | 185      | Gilberto Simoni     | Gilberto Simoni     |
| 13a   | 23 de maig | Pordenone-Marostica              | 155      | Alessandro Petacchi | Gilberto Simoni     |
| 14a   | 24 de maig | Marostica-Alpe Pampeago          | 162      | Gilberto Simoni     | Gilberto Simoni     |
| 15a   | 25 de maig | Merano-Bolzano                   | 42 (CRI) | Aitor González      | Gilberto Simoni     |
| 16a   | 26 de maig | Arco Trento-Pavia                | 207      | Alessandro Petacchi | Gilberto Simoni     |
| 17a   | 28 de maig | Salice Terme-Asti                | 130      | Alessandro Petacchi | Gilberto Simoni     |
| 18a   | 29 de maig | Santuario di Vicoforte-Chianale  | 175      | Dario Frigo         | Gilberto Simoni     |
| 19a   | 30 de maig | Canelli-Cascata del Toce         | 236      | Gilberto Simoni     | Gilberto Simoni     |
| 20a   | 31 de maig | Cannobio-Cantù                   | 122      | Giovanni Lombardi   | Gilberto Simoni     |
| 21a   | 1 de junio | Isdroscalo-Milà                  | 40 (CRI) | Serhí Hontxar       | Gilberto Simoni     |

## Classificacions

### Classificació general - mallot rosa
| Posició | Corredor          | Equip                   | Temps        |
| ------- | ----------------- | ----------------------- | ------------ |
|         | Gilberto Simoni   | Saeco                   | 89 h 32' 09" |
| 2       | Stefano Garzelli  | Vini Caldirola          | + 7' 06"     |
| 3       | Iaroslav Popòvitx | Landbouwkrediet-Colnago | + 7' 11"     |
| 4       | Andrea Noè        | Alessio                 | + 9' 24"     |
| 5       | Georg Totschnig   | Gerolsteiner            | + 9' 42"     |
| 6       | Raimondas Rumšas  | Lampre                  | + 9' 50"     |
| 7       | Dario Frigo       | Fassa Bortolo           | + 10' 50"    |
| 8       | Serhí Hontxar     | De Nardi-Colpack-Astro  | + 14' 14"    |
| 9       | Franco Pellizotti | Alessio                 | + 14' 26"    |
| 10      | Eddy Mazzoleni    | Vini Caldirola          | + 19' 21"    |

### Classificació dels punts - Mallot ciclamen
| Posició | Corredor         | Equip          | Punts |
| ------- | ---------------- | -------------- | ----- |
|         | Gilberto Simoni  | Saeco          | 154   |
| 2       | Stefano Garzelli | Vini Caldirola | 154   |
| 3       | Ján Svorada      | Lampre         | 137   |
| 4       | Magnus Bäckstedt | Team Fakta     | 119   |
| 5       | Eddy Mazzoleni   | Vini Caldirola | 91    |

### Classificació de la muntanya - Mallot verd
| Posició | Corredor            | Equip                 | Punts |
| ------- | ------------------- | --------------------- | ----- |
|         | Freddy González     | Colombia-Selle Italia | 100   |
| 2       | Gilberto Simoni     | Saeco                 | 78    |
| 3       | Constantino Zaballa | Kelme-Costa Blanca    | 65    |
| 4       | Stefano Garzelli    | Vini Caldirola        | 36    |
| 5       | Dario Frigo         | Fassa Bortolo         | 29    |

### Classificació de l'intergiro - mallot blau
| Posició | Corredor            | Equip              | Temps       |
| ------- | ------------------- | ------------------ | ----------- |
|         | Magnus Bäckstedt    | Team Fakta         | 50h 20' 37" |
| 2       | Ján Svorada         | Lampre             | 2' 02"      |
| 3       | Constantino Zaballa | Kelme-Costa Blanca | 2' 26"      |
| 4       | Fortunato Baliani   | Formaggi Pinzolo   | 3' 06"      |
| 5       | Aitor González      | Fassa Bortolo      | 3' 09"      |

## Evolució de les classificacions
| Etapa              | Vencedor            | Classificació general Maglia rosa | Classificació per punts Maglia ciclamino | Gran Premi de la muntanya Maglia verde | Classificació de l'intergiro Maglia azzurra | Trofeu Fast Team         |
| ------------------ | ------------------- | --------------------------------- | ---------------------------------------- | -------------------------------------- | ------------------------------------------- | ------------------------ |
| 1ª                 | Alessandro Petacchi | Alessandro Petacchi               | Alessandro Petacchi                      | no atorgat                             | Andris Naudužs                              | De Nardi-Colpack         |
| 2ª                 | Fabio Baldato       | Alessandro Petacchi               | Alessandro Petacchi                      | Freddy González                        | Mario Cipollini                             | Alessio                  |
| 3ª                 | Stefano Garzelli    | Alessandro Petacchi               | Alessandro Petacchi                      | Freddy González                        | Andris Naudužs                              | Alessio                  |
| 4ª                 | Robbie McEwen       | Alessandro Petacchi               | Alessandro Petacchi                      | Freddy González                        | Andris Naudužs                              | Alessio                  |
| 5ª                 | Alessandro Petacchi | Alessandro Petacchi               | Alessandro Petacchi                      | Freddy González                        | Moreno Di Biase                             | Alessio                  |
| 6ª                 | Alessandro Petacchi | Alessandro Petacchi               | Alessandro Petacchi                      | Freddy González                        | Moreno Di Biase                             | Alessio                  |
| 7ª                 | Stefano Garzelli    | Stefano Garzelli                  | Alessandro Petacchi                      | Freddy González                        | Moreno Di Biase                             | Saeco Macchine per Caffè |
| 8ª                 | Mario Cipollini     | Stefano Garzelli                  | Alessandro Petacchi                      | Freddy González                        | Moreno Di Biase                             | Saeco Macchine per Caffè |
| 9ª                 | Mario Cipollini     | Stefano Garzelli                  | Alessandro Petacchi                      | Freddy González                        | Moreno Di Biase                             | Saeco Macchine per Caffè |
| 10ª                | Kurt-Asle Arvesen   | Gilberto Simoni                   | Alessandro Petacchi                      | Freddy González                        | Moreno Di Biase                             | Saeco Macchine per Caffè |
| 11ª                | Robbie McEwen       | Gilberto Simoni                   | Alessandro Petacchi                      | Freddy González                        | Moreno Di Biase                             | Saeco Macchine per Caffè |
| 12ª                | Gilberto Simoni     | Gilberto Simoni                   | Alessandro Petacchi                      | Freddy González                        | Moreno Di Biase                             | Lampre                   |
| 13ª                | Alessandro Petacchi | Gilberto Simoni                   | Alessandro Petacchi                      | Freddy González                        | Moreno Di Biase                             | Lampre                   |
| 14ª                | Gilberto Simoni     | Gilberto Simoni                   | Alessandro Petacchi                      | Freddy González                        | Moreno Di Biase                             | Lampre                   |
| 15ª                | Aitor González      | Gilberto Simoni                   | Alessandro Petacchi                      | Freddy González                        | Magnus Bäckstedt                            | Lampre                   |
| 16ª                | Alessandro Petacchi | Gilberto Simoni                   | Alessandro Petacchi                      | Freddy González                        | Magnus Bäckstedt                            | Lampre                   |
| 17ª                | Alessandro Petacchi | Gilberto Simoni                   | Alessandro Petacchi                      | Freddy González                        | Magnus Bäckstedt                            | Lampre                   |
| 18ª                | Dario Frigo         | Gilberto Simoni                   | Stefano Garzelli                         | Freddy González                        | Magnus Bäckstedt                            | Saeco Macchine per Caffè |
| 19ª                | Gilberto Simoni     | Gilberto Simoni                   | Gilberto Simoni                          | Freddy González                        | Magnus Bäckstedt                            | Saeco Macchine per Caffè |
| 20ª                | Giovanni Lombardi   | Gilberto Simoni                   | Gilberto Simoni                          | Freddy González                        | Magnus Bäckstedt                            | Saeco Macchine per Caffè |
| 21ª                | Serhij Hončar       | Gilberto Simoni                   | Gilberto Simoni                          | Freddy González                        | Magnus Bäckstedt                            | Lampre                   |
| Classifiche finali | Classifiche finali  | Gilberto Simoni                   | Gilberto Simoni                          | Freddy González                        | Magnus Bäckstedt                            | Lampre                   |